# Johan Kyander
Johan Kyander, född  1687 i Rantasalmi, död 30 juni 1743 i Rantasalmi, var en finsk präst och karolin.

## Biografi
Johan Kyander föddes i Rantasalmi som barn till prosten och riksdagsmannen Anders Kyander (död 1694) och Helena Rundeel. Han växte upp på Kolkonhovi gård, också efter faderns död 1694. Johan Kyander var gift två gånger: i första äktenskapet 1712 med Anna Elisabeth Södermarck (död 1738), dotter till kronolänsmannen i Rantasalmi Nils Södermarck och Elisabet Hjelmman; i andra äktenskapet 1738 med Margareta Alopaeus (1705-1765), dotter till prosten i Borgå Arvid Alopaeus och Katarina Ulriksdotter Carstenius (barnbarn till biskopen i Viborg Henricus Henrici Carstenius), och som var änka efter två tidigare äktenskap med präster. I äktenskapen föddes sammantaget elva barn. Han var fältpredikant 1712-1720 och innehade därefter flera poster som kyrkoherde i östra Finland. Johan Kyander utnämndes till kontraktsprost 1736.
Johan Kyander var bror till karolinen och krigsfången Karl Göran Kyander och ytterligare sju syskon.

## Studier, militär och kyrklig karriär
Johan Kyander skrevs in som student 11 april 1705 vid Kungliga Akademien i Åbo, som var rikets fjärde universitet efter Uppsala, Dorpat och Lund. Efter studier i teologi prästvigdes han i Åbo av biskopen Johannes Gezelius den yngre 27 augusti 1712. Han uppmanades därefter av överste Jakob Danielsson att tillträda tjänsten som skvadronspredikant vid Viborgs läns kavalleriregemente, vilket skedde 24 augusti samma år. Att söka militär tjänst gav fördelar i en senare kyrklig karriär, något som även hans far Anders Kyander prövat med framgång. Med detta regemente deltog han i Karl XII:s norska fälttåg 1718, och var lyckosam nog att överleva denna katastrofala kampanj. Han fick avsked från militär tjänst 13 augusti 1720.
En åtrådd tjänst som kyrkoherde dök upp 1722 i Leppävirta, där han tillträdde 31 oktober. 1735 blev Johan Kyander kyrkoherde i Tohmajärvi och fick under tiden där även rollen som kontraktsprost. Först 1741 kunde han tillträda den tjänst som han uppenbart länge siktat efter som kyrkoherde i Rantasalmi, tjänsten som hans far haft en gång och på den ort där familjen var väl etablerad. Redan samma år utsattes bygden för ryska stridshandlingar, men Johan Kyander lyckades i tid gräva ner kyrkklockan och gömma undan såväl kyrkans som egna värdesaker.

## Jordegendomar
Johan Kyander hade goda skäl att söka sig till Rantasalmi, eftersom han där ägde stora tillgångar redan innan sitt tillträde. Den främsta av dessa var ortens gamla kungsgård Strandgård (finska Rantakartano), en herrgård som kom att förbli i familjens ägo fram till 1860-talet.  Till Strandgård hörde även som utgård Papinniemi, i det relativt avlägsna Heinävesi på andra sidan sjösystemet Saimen. Därtill ägde han Kolkonhovi i Kolkontaipale i Rantasalmi, som hans far köpt som rusthåll redan på 1660-talet, och en gård och markegendom i Tornioniemi, även det i Rantasalmi. Prästers vidlyftiga markköp kan förstås som ett sätt att spara för ålderdomen och de ofta stora barnkullarna i en tid utan vare sig pensioner eller möjlighet till annat sparande.

## Barn
Från första giftet 1712 med Anna Elisabet Södermarck:
- Helena Elisabet, f 1714. Gift med kaplanen i Kides Jakob Ambrosiusson Gerlander (1711-1756).
- Anna Stina, f 1717.
- Nils (1720-1791), lärare. Gift med 1) sin kusin Agneta Helena Winter (1724-1764); 2) Märta Backman (f. Innotar/Innonen, 1762-1813).
- Anders (1722-1804), sergeant. Gift med Elisabet Armfelt (1729-1798).
- Maria Charlotta, levde ogift ännu 1750.
- Katarina Juliana (1729-1804). Gift med häradsskrivare Lorenz Kempe (död 1763).
- Johan (1730-1820), Fänrik. Gift med Hedvig Christina Orbinski (1734-1788).
- Henrik, (1736-1820), Fänrik. Gift med Sofia Elisabet Heintzius (1736-1807).

Från andra giftet med Margareta Alopaeus:
- Magnus, (1739-1791), Kaplan. Gift med Katarina Krook (1755-1826).
- Lovisa, (1740-1804). Gift med rektorn för Rantasalmi trivialskola Peter Heinricius (1716-1787).
- Ulrika, (1744-1818). Gift med besiktningsskrivare Karl Johan Brusin (1749-1823).